# Eduard Thurneysen
Eduard Thurneysen (Walenstadt (kanton Sankt Gallen), 10 juli 1888 - Bazel, 21 augustus 1974) was een Zwitsers evangelisch theoloog (predikant en hoogleraar praktische theologie in Bazel).
Thurneysen was in de eerste helft van de 20e eeuw samen met zijn vriend Karl Barth een van de belangrijkste vertegenwoordigers van de zogenaamde openbaringstheologie. In de context van de nood van die tijd wilden zij kerk en theologie vernieuwen door een hernieuwd luisteren naar het Woord van God.
Thurneysen heeft die vernieuwing in het bijzonder voor de praktische theologie doordacht en uitgewerkt met het oog op de prediking en het pastoraat van de kerk. Zijn belangrijkste publicatie was een handboek voor de pastorale theologie met de titel Die Lehre von der Seelsorge. Dat werk verscheen in 1946 en heeft een hele generatie theologen gevormd in het pastoraat. Ook in Nederland was Thurneysens praktische theologie tot in de jaren zestig invloedrijk. In de jaren zeventig kwam er een andere benadering op in de praktische theologie. Daarbij werd veel belang gehecht aan empirische onderzoeksmethoden. Vanuit dat perspectief werd zijn benadering sterk bekritiseerd en werd er geleidelijk steeds meer afstand van genomen van. Sinds de jaren tachtig en vooral de jaren negentig ontstaat er evenwel weer meer toenadering. Vanuit een meer hermeneutische en esthetische benadering blijkt veel van de kritiek vermengd met misverstanden en vooroordelen.

## Levensloop
Eduard Thurneysen is opgegroeid in Bazel, Zwitserland. Na zijn theologiestudie in Bazel en Marburg (1907-1911) was hij anderhalf jaar (1911-1913) hulpsecretaris van de Christelijke Vereniging van Jonge Mannen (CVJM) in Zürich. Van 1913-1920 was hij predikant in Leutwil-Dürrenasch in het noorden van Zwitserland. Van 1920-1927 was hij predikant in Bruggen-Winkeln, een voorstad van Sankt Gallen. In 1927 verhuisde hij weer naar Bazel, waar hij predikant werd in het Münster. Tot zijn emeritaat in 1959 was hij aan deze kerk verbonden. In 1930 kreeg hij daarnaast een aanstelling als docent voor praktische theologie aan de universiteit in Bazel en in 1941 werd deze aanstelling veranderd in een deeltijd hoogleraarschap.
Na zijn emeritaat heeft Thurneysen nog tot 1966 in Hamburg, Wuppertal en Berlijn gastcolleges gegeven, die de basis vormden van een tweede belangrijke publicatie over de pastorale theologie, namelijk Seelsorge im Vollzug (1968). Naast zijn studies over het pastoraat heeft zijn boekje over Dostojewski, (1921) veel invloed gehad. Ook schreef hij boeken met uitleg over de Bergrede, de brief van Jakobus en de Brief van Paulus aan de Filippenzen.

## Publicaties
- Die Lehre von der Seelsorge, EA Zollikon-Zürich 1946, Zürich 1994. ISBN 3290113647
- Seelsorge im Vollzug, Zürich 1968.
- Praktische Seelsorge, Gütersloh 1978.
- Christliche Unterweisung, Zürich 1947.

## Trivia
In 2008 promoveerde R. J. de Vries aan de Protestantse Theologische Universiteit op Thurneysen. Zijn dissertatie heeft als titel "Gods Woord verandert mensen. Een praktisch-theologisch onderzoek naar het veranderingsconcept in de pastorale theologie van Eduard Thurneysen" 
- Base de données des élites suisses: 77349
- Bibliothèque nationale de France: cb12777267m (data)
- Gemeinsame Normdatei: 118622439
- Historisch woordenboek van Zwitserland: 010875
- International Standard Name Identifier: 0000 0001 1593 3899
- Library of Congress Control Number: n83233314
- Nationale Bibliotheek van Letland: 000109817
- Nationale Bibliotheek van Tsjechië: skuk0001382
- Nationale Bibliotheek van Israël: 987007592476905171
- Nederlandse Thesaurus van Auteursnamen: 069289786
- Istituto Centrale per il Catalogo Unico: BVEV001265
- LIBRIS: 269943
- Système universitaire de documentation: 076706710
- Virtual International Authority File: 9974169
- WorldCat: E39PBJfcQgYFd8P9ww47d8mPQq